# جائزة البرازيل الكبرى 1992
جائزة البرازيل الكبرى 1992 هو سباق فورمولا 1 أقيم بتاريخ 5 أبريل 1992 في حلبة جوزيه كارلوس بيس للسيارات، البرازيل. كان الثالث من أصل 16 في بطولة العالم لسباقات الفورمولا واحد موسم 1992. حلّ البريطاني نايجل مانسيل أولا بينما جاء الإيطالي ريكاردو باتريس في المركز الثاني وحصل على المركز الثالث الألماني مايكل شوماخر.